# Sammi Hanratty
Samantha Lynne Hanratty (Scottsdale, 20 settembre 1995) è un'attrice statunitense.

## Biografia
Nata negli USA, ultima di cinque sorelle, inizia l'attività di attrice nel 2005. Ha preso parte come guest star a numerosi telefilm e film. Ha anche avuto una piccola parte nel film A Christmas Carol.

## Filmografia

### Cinema
- Pirati dei Caraibi - La maledizione del forziere fantasma (Pirates of the Caribbean: Dead Man's Chest), regia di Gore Verbinski (2006) - non accreditata
- Santa Clause è nei guai (The Santa Clause 3: The Escape Clause), regia di Michael Lembeck (2006)
- Boogeyman 2 - Il ritorno dell'uomo nero (Boogeyman 2), regia di Jeff Betancourt (2007)
- A Christmas Carol, regia di Robert Zemeckis (2009)
- Un nuovo amico per Whitney (The Greening of Whitney Brown), regia di Peter Skillman Odiorne (2011)
- Mamma che notte! (Mom's Night Out), regia di Andrew Erwin e Jon Erwin (2014)

### Televisione
- Streghe (Charmed) – serie TV, 1 episodio (2005)
- Drake & Josh – serie TV, 1 episodio (2005)
- Dr. House - Medical Division (House, M.D.) – serie TV, 1 episodio (2005)
- Desperation – film TV (2006)
- Raven – serie TV, 1 episodio (2006)
- Zack e Cody al Grand Hotel (The Suite Life of Zack and Cody) – serie TV, 5 episodi (2006-2007)
- The Unit – serie TV, 10 episodi (2006-2009)
- Pushing Daisies – serie TV, 6 episodi (2007-2009)
- iCarly – serie TV, episodio 1x23 (2008)
- A tutto ritmo (Shake It Up) – serie TV, 1 episodio (2013)
- Mad Men – serie TV, 1 episodio (2013)
- Rizzoli & Isles – serie TV, episodio 4x07 (2013)
- Salem – serie TV, 12 episodi (2014-2015)
- Chosen – serie web, 6 episodi (2014)
- 2 Broke Girls – serie TV, 1 episodio (2015)
- Seeds of Yesterday, regia di Shawn Ku – film TV (2015)
- Mai fidarti della tua ex (Inconceivable) – film TV, diretto da Tom Shell (2016)
- The Saint – film TV, regia di Ernie Barbarash (2017)
- The Vampire Diaries – serie TV, 4 episodi (2017)
- NCIS - Unità anticrimine (NCIS) – serie TV, episodio 16x10 (2018)
- Shameless – serie TV, 7 episodi (2017-2018)
- Le regole del delitto perfetto (How to Get Away with Murder) – serie TV (2014-2020)
- Yellowjackets – serie TV (2021-in corso)

## Doppiatrici italiane
Nelle versioni in italiano delle opere in cui ha recitato, Sammi Hanratty è stata doppiata da:
- Roisin Nicosia in Shameless
- Valentina Pallavicino in Finding Bliss
- Camilla Murri in Boogeyman 2 - Il ritorno dell'uomo nero
- Valentina Favazza in Perception
- Giulia Tarquini in Mad Men
- Veronica Puccio in Le regole del delitto perfetto
- Ludovica Bebi in Mai fidarti della tua ex
- Letizia Scifoni in NCIS - Unità anticrimine
- Vittoria Bartolomei in Yellowjackets